# 遺伝子マーカー
遺伝子マーカー（いでんしマーカー）とは、生物個体の遺伝的性質（遺伝型）、もしくは系統（個人の特定、親子・親族関係、血統あるいは品種など）の目印となる、つまりある性質をもつ個体に特有の、DNA配列をいう。

## 概要
遺伝マーカー、DNAマーカーなどとも呼ばれる。短いものでは1～数塩基の一塩基多型（SNP）や制限断片長多型（RFLP）から、長いものではマイクロサテライトまで、様々な種類がある。遺伝子マーカーは、容易に検出でき、その座位が特定されていて、多型的な（個体によって違いがある）ものである必要がある。
遺伝的性質への応用では、遺伝子マーカーは注目している遺伝的性質の直接の原因である必要は必ずしもなく、染色体上で原因遺伝子の十分近傍の座位にあればよい。例えば、遺伝病とその遺伝的原因（ある遺伝子の突然変異によって蛋白質の機能異常が生じるなど）の関係を研究するのに遺伝子マーカーが用いられる。染色体上で互いに近傍にあるDNAの部分は一緒に遺伝しやすい傾向（遺伝的連鎖）が知られている。この性質から、遺伝病の直接の原因となる遺伝子が特定されていなくても、何らかの特異な配列と遺伝病との間に統計的な相関が見られれば（この解析を関連解析という）、目的の遺伝子はその近傍にあると推定することができ、この特異な配列は遺伝病のマーカーとなりうる。さらにはこれから原因遺伝子を特定することも可能である。同様の原理は作物の育種（DNA支援育種）にも用いられている。
また系統の解析に遺伝子マーカーを利用する方法は、一般にDNA型鑑定などの名で呼ばれている。これにはマイクロサテライトなどがマーカーとして用いられている。